# Константин Самарджиев (учител)
Вижте пояснителната страница за други личности с името Константин Самарджиев.
Константин (Костадин) Георгиев Самарджиев е български просветен деец и духовник от Македония.

## Биография
Константин Самарджиев е роден в 1862 година в разложкото градче Мехомия, тогава в Османската империя. Учи в Мехомия и в Петропавловската духовна семинария в Лясковския манастир. След завършването си става главен български учител в Банско. Прави подробно описание на протестантската пропаганда в Банско и региона по екзархийско поръчение.
Самарджиев е сред първите учители в новооснованото Прилепско българско духовно училище след откриването му в учебната 1884/1885 година. Семинарията в Прилеп просъществува само една година, тъй като е затворена след клевети и протести от Цариградската патриаршия, заради което семинарията е преместена в Одрин, а след това в Цариград.
В 1894 година завършва Философско-историческия факултет на Букурещкия университет и веднага е назначен за директор на Сярското българско педагогическо училище. Начело на училището в Сяр остава до 1899 година, когато е назначен за учител по философия, логика и педагогика в Цариградската българска семинария. От 1905 до 1908 година е ректор на семинарията.
При избухването на Балканската война в 1912 година напуска Цариград и се установява в България. Става учител във Врачанската гимназия.
След освобождението на Македония по време на Първата световна война става директор на Охридската българска гимназия.
След войната, в 1919 година със създаването на гимназията „Братя Петър и Иван Каназиреви“ в Мехомия става неин директор до 1921 година.
По-късно живее в София, където умира на 10 юли 1928 година.
- Писмо на управителя на Скопското българско педагогическо училище Константин Самарджиев до екзарх Йосиф I за арестуваните учители Димитър Попандов и Атанас Михайлов, с. 1, 9 декември 1909
- Писмо на управителя на Скопското българско педагогическо училище Константин Самарджиев до екзарх Йосиф I за арестуваните учители Димитър Попандов и Атанас Михайлов, с. 2
- Писмо на управителя на Скопското българско педагогическо училище Константин Самарджиев до екзарх Йосиф I за арестуваните учители Димитър Попандов и Атанас Михайлов, с. 3
- Писмо на управителя на Скопското българско педагогическо училище Константин Самарджиев до екзарх Йосиф I за арестуваните учители Димитър Попандов и Атанас Михайлов, с. 4